# Евшан, Николай
Николай Евшан (настоящие имя и фамилия — Николай Иосифович Федюшко) (укр. Микола Євшан; 19 мая 1889, с. Войнилов, Галиция, Австро-Венгрия (ныне Калушского района Ивано-Франковской области Украины) — 23 ноября 1919, Винница) — украинский литературный критик, литературовед и переводчик.

## Биография
Обучался на филологическом факультете Львовского университета. За участие в выступлениях студенческой молодежи за украинский университет в 1910 был исключен. Университетское образование получил в Вене.
В 1909—1914 — постоянный сотрудник литературно-критических и общественно-публицистических ежемесячников «Украинская хата» («Українська хата») и «Литературно-научного вестника» («Літературно-науковий вістник»).
Во время Первой мировой войны работал некоторое время в украинских изданиях Вены, а затем мобилизован в австрийскую армию. Воевал на русском, затем румынском и итальянском фронтах. В бою был тяжело ранен.
Служил в Украинской галицкой армии. Умер от тифа.

## Творчество
Основал собственное направление в литературной критике, на основе философии Ф. Ницше и И. Фихте; провел исследование и анализ произведений Леси Украинки, О. Кобылянской, М. Коцюбинского и др.
Подход к литературе Николая Евшана отмечен исключительной субъективностью, его идеологическая позиция близка к идеализму и индивидуализму, но к беспринципному эстетизму, к безыдейной игре красивыми словами Евшан относился с резким осуждением.
В украинской литературе положительную роль сыграл своей борьбой с устаревшими, потерявшими внутренний смысл канонами украинского народничества и с беспринципным, поверхностным украинским декадентством.
В Киеве издал книгу «Под знаменем искусства», в которой сформулировал основные эстетические принципы и проанализировал творчество молодых западноукраинских писателей Петра Карманского, Василия Пачовского, Богдана Лепкого, Ольги Кобылянской, В. Стефаника.
Автор около 170 литературно-критических и публицистических произведений, перевел на украинский язык целый ряд философских и литературоведческих работ немецких, польских, чешских, итальянских авторов.